# Strategie (Entwurfsmuster)
Strategie (englisch strategy) ist im Bereich der Softwareentwicklung ein Entwurfsmuster und gehört zur Kategorie der Verhaltensmuster (englisch behavioral design patterns). Die Strategie definiert eine Familie austauschbarer Algorithmen. Es ist eines der sogenannten GoF-Muster (Gang of Four, siehe Viererbande).

## Verwendung
Strategie-Objekte werden ähnlich wie Klassenbibliotheken verwendet. Im Gegensatz dazu handelt es sich jedoch nicht um externe Programmteile, sondern um integrale Bestandteile des eigentlichen Programms, die deshalb als eigene Objekte definiert wurden, damit sie durch andere Algorithmen ausgetauscht werden können.
Meistens wird eine Strategie durch Klassen umgesetzt, die eine bestimmte Schnittstelle implementieren. In Sprachen wie Smalltalk, in denen auch der Programmcode selbst in Objekten abgelegt werden kann, kann eine Strategie aber auch durch solche Code-Objekte realisiert werden.
Die Verwendung von Strategien bietet sich an, wenn
- viele verwandte Klassen sich nur in ihrem Verhalten unterscheiden.
- unterschiedliche (austauschbare) Varianten eines Algorithmus benötigt werden.
- Daten innerhalb eines Algorithmus vor Klienten verborgen werden sollen.
- verschiedene Verhaltensweisen innerhalb einer Klasse fest integriert sind (meist über Mehrfachverzweigungen), aber
  - die verwendeten Algorithmen wiederverwendet werden sollen bzw.
  - die Klasse flexibler gestaltet werden soll.

## UML-Diagramm

### Erklärung der Akteure
Die Klasse Strategie definiert nur eine Schnittstelle (interface) für alle unterstützten Algorithmen. Die Implementierung der eigentlichen Algorithmen finden sich erst in den Ableitungen wieder (konkrete Strategie).
Der Kontext hält eine Variable der Schnittstelle Strategie, die mit einer Referenz auf das gewünschte Strategieobjekt belegt ist. Auf diese Weise wird der konkrete Algorithmus über die Schnittstelle eingebunden und kann bei Bedarf selbst zur Laufzeit noch dynamisch gegen eine andere Implementierung ausgetauscht werden.

## Vorteile
- Es wird eine Familie von Algorithmen definiert.
- Es wird die Auswahl aus verschiedenen Implementierungen ermöglicht und dadurch erhöhen sich die Flexibilität und die Wiederverwendbarkeit.
- Es können Mehrfachverzweigungen vermieden werden und dies erhöht die Übersicht des Codes.
- Strategien bieten eine Alternative zur Unterklassenbildung der Kontexte.

## Nachteile
- Klienten müssen die unterschiedlichen Strategien kennen, um zwischen ihnen auswählen und den Kontext initialisieren zu können.
- Gegenüber der Implementierung der Algorithmen im Kontext entsteht hier ein zusätzlicher Kommunikationsaufwand zwischen Strategie und Kontext.

## Beispiel
Als Beispiel kann ein Steuerberechnungsprogramm dienen, das die Berechnung von Steuersätzen möglichst in Strategie-Objekte auslagern sollte, um einfach länderabhängig konfigurierbar zu sein.
Ein anderes Beispiel wäre die Speicherung eines Dokuments oder einer Grafik in verschiedenen Dateiformaten.
Auch ein Packer, der verschiedene Kompressionsalgorithmen unterstützt, kann mit Hilfe von Strategie implementiert sein. Bei Java wird das Entwurfsmuster zum Beispiel zur Delegierung des Layouts von AWT-Komponenten an entsprechende LayoutManager (BorderLayout, FlowLayout etc.) verwendet.
Weitere Beispiele (außerhalb der OOP-Welt):
- Datenbanksysteme
- Dateisysteme
- Gerätetreiber
- Server-Programme

## Programmbeispiele

### Beispiel in C++
```
//

// g++ -std=c++11 strategy.cpp -o strategy

//

#include
 
<iostream>

#include
 
<memory>

class
 
Strategy
 
{

public
:

    
virtual
 
void
 
operator
()()
 
=
 
0
;

    
virtual
 
~
Strategy
()
 
=
 
default
;

};

class
 
Context
 
{

    
std
::
unique_ptr
<
Strategy
>
 
strat_
;

public
:

    
Context
()
 
:
 
strat_
(
nullptr
)
 
{}

    
void
 
setStrategy
(
std
::
unique_ptr
<
Strategy
>
 
strat
)
 
{
 
strat_
 
=
 
std
::
move
(
strat
);
 
}

    
void
 
strategy
()
 
{
 
if
 
(
strat_
)
 
(
*
strat_
)();
 
}

};

class
 
Strategy1
 
:
 
public
 
Strategy
 
{

public
:

    
void
 
operator
()()
 
override
 
{
 
std
::
cout
 
<<
 
"Foo
\n
"
;
 
}

};

class
 
Strategy2
 
:
 
public
 
Strategy
 
{

public
:

    
void
 
operator
()()
 
override
 
{
 
std
::
cout
 
<<
 
"Bar
\n
"
;
 
}

};

class
 
Strategy3
 
:
 
public
 
Strategy
 
{

public
:

    
void
 
operator
()()
 
override
 
{
 
std
::
cout
 
<<
 
"FooBar
\n
"
;
 
}

};

int
 
main
()
 
{

    
Context
 
c
;

    
c
.
setStrategy
(
 
std
::
unique_ptr
<
Strategy
>
(
new
 
Strategy1
)
 
);

    
c
.
strategy
();

    
c
.
setStrategy
(
 
std
::
unique_ptr
<
Strategy
>
(
new
 
Strategy2
)
 
);

    
c
.
strategy
();

    
c
.
setStrategy
(
 
std
::
unique_ptr
<
Strategy
>
(
new
 
Strategy3
)
 
);

    
c
.
strategy
();

}

```

### Java
```
class
 
Client
 
{

	
public
 
static
 
void
 
main
(
final
 
String
[]
 
ARGS
)
 
{

		
final
 
Context
 
c
 
=
 
new
 
Context
();

		
c
.
setStrategy
(
new
 
StrategyA
());

		
c
.
doSomething
();
	
// "Strategie A"

		
c
.
setStrategy
(
new
 
StrategyB
());

		
c
.
doSomething
();
	
// "Strategie B"

	
}

}

class
 
Context
 
{

	
private
 
Strategy
 
strategy
 
=
 
null
;

	
public
 
void
 
setStrategy
(
final
 
Strategy
 
STRATEGY
)
 
{

		
strategy
 
=
 
STRATEGY
;

	
}

	
public
 
void
 
doSomething
()
 
{

		
if
 
(
strategy
 
!=
 
null
)
 
{

			
strategy
.
execute
();

		
}

	
}

}

interface
 
Strategy
 
{

	
void
 
execute
();

}

class
 
StrategyA
 
implements
 
Strategy
 
{

	
public
 
void
 
execute
()
 
{

		
System
.
out
.
println
(
"Strategie A"
);

	
}

}

class
 
StrategyB
 
implements
 
Strategy
 
{

	
public
 
void
 
execute
()
 
{

		
System
.
out
.
println
(
"Strategie B"
);

	
}

}

```

### Ruby
```
class
 
Context

  
private

  
attr_writer
 
:strategy

  
public

  
def
 
initialize
(
strategy
)

    
@strategy
 
=
 
strategy

  
end

  
def
 
execute

      
unless
 
@strategy
.
respond_to?
(
'execute'
)

        
raise
 
NotImplementedError
,
'Strategie-Objekt antwortet nicht auf die execute-Methode'

      
end

      
@strategy
.
execute

  
end

end

class
 
StrategyA

  
def
 
execute

     
puts
 
'Der normale Weg'

  
end

end

class
 
StrategyB

  
def
 
execute

     
puts
 
'Ein anderer Weg'

  
end

end

class
 
StrategyC

  
def
 
execute

     
puts
 
'Noch ein anderer Weg'

  
end

end

a
 
=
 
Context
.
new
(
StrategyA
.
new
)

a
.
execute

# Der normale Weg

b
 
=
 
Context
.
new
(
StrategyB
.
new
)

b
.
execute

# Ein anderer Weg

c
 
=
 
Context
.
new
(
StrategyC
.
new
)

c
.
execute

# Noch ein anderer Weg

```

### Python
```
class
 
Context
:

    
def
 
__init__
(
self
,
 
strategy
):

        
self
.
strategy
 
=
 
strategy

    
def
 
execute
(
self
,
 
a
,
 
b
):

        
return
 
self
.
strategy
(
a
,
 
b
)

class
 
AddStrategy
:

    
def
 
__call__
(
self
,
 
a
,
 
b
):

        
return
 
a
 
+
 
b

class
 
SubStrategy
:

    
def
 
__call__
(
self
,
 
a
,
 
b
):

        
return
 
a
 
-
 
b

context
 
=
 
Context
(
AddStrategy
())

print
(
'4 + 3 ='
,
 
context
.
execute
(
4
,
 
3
))

# 4 + 3 = 7

context
.
strategy
 
=
 
SubStrategy
()

print
(
'4 - 3 ='
,
 
context
.
execute
(
4
,
 
3
))

# 4 - 3 = 1

```

## Verwandte Entwurfsmuster
- Abstrakte Fabrik
- Adapter
- Dekorierer
- Schablonenmethode
- Zustand